# موسته (استان لوبلین)
موسته (به لاتین: Mosty) یک روستا در لهستان است که در گمینا پوددووژه واقع شده‌است.